# 허버트 크레츠머
허버트 크레츠머(영어: Herbert Kretzmer, 1925년 10월 5일 ~ 2020년 10월 14일)는 잉글랜드의 남아프리카 공화국 출신 언론인이자 작사가이다. 2012년에 개봉된 영화 레 미제라블 OST의 작사가로 유명하다.